# میکائل بورگن
میکائل بورگن (فرانسوی: Mickaël Bourgain‎؛ زادهٔ ۲۸ مهٔ ۱۹۸۰) دوچرخه‌سوار اهل فرانسه است.
وی در مسابقات کشوری و بین‌المللی در مجموع برندهٔ ۱ مدال نقره، ۳ مدال برنز شده‌است.